# Natalie Bassingthwaighte
Natalie Bassingthwaighte (Wollongong (New South Wales), 1 september 1975) is een Australische zangeres en actrice.

## Carrière
Bassingthwaighte begon haar carrière als actrice in 1998 met een gastrol in de Australische ziekenhuisserie All Saints. Van 2003 tot 2006 was ze te zien in de soapserie Neighbours waar ze de rol vertolkte van Isabelle "Izzy" Hoyland. Na haar vertrek uit de serie in 2006, maakte ze nog een korte terugkeer in 2007. Ze speelde een hoofdrol in de horrorfilm Prey, die in 2009 werd uitgebracht. Naast film- en televisiewerk acteerde ze in een aantal theaterproducties. Ze acteerde onder meer in de musicals Grease en Footloose.
Eind 2004 werd ze zangeres bij de Brits-Australische band Rogue Traders. In 2008 verliet ze de band om zich te gaan focussen op een solocarrière. Haar debuutalbum 1000 Stars werd in februari 2009 uitgebracht bij het platenlabel Sony BMG.
Natalie Bassingthwaighte is tevens presentatrice van de Australische versie van het televisieprogramma So You Think You Can Dance.

## Discografie

### 1000 Stars
1. "Catch Me if You Can" - 3:34
2. "Someday Soon" - 4:12
3. "1000 Stars" - 4:00
4. "Alive" - 3:32
5. "Not for You" - 3:28
6. "Feel the Flow" - 3:28
7. "Could You Be Loved" - 4:23
8. "Supersensual" - 3:43
9. "Why Do I" - 3:52
10. "Turn the Lights On" - 4:17
11. "This Can't Be Love" - 4:02
12. "Superhuman" - 4:24
13. "Love like This" - 3:55
14. "In His Eyes" - 3:47
15. "Star" (iTunes Bonus Track) - 3:32